# Absyrtus vicinator
Absyrtus vicinator là một loài tò vò trong họ Ichneumonidae.